# Drosophila truncipenna
Drosophila truncipenna är en tvåvingeart som beskrevs av Elmo Hardy 1965.
Drosophila truncipenna ingår i släktet Drosophila och familjen daggflugor. Artens utbredningsområde är Hawaii.